# Robert T. Edes

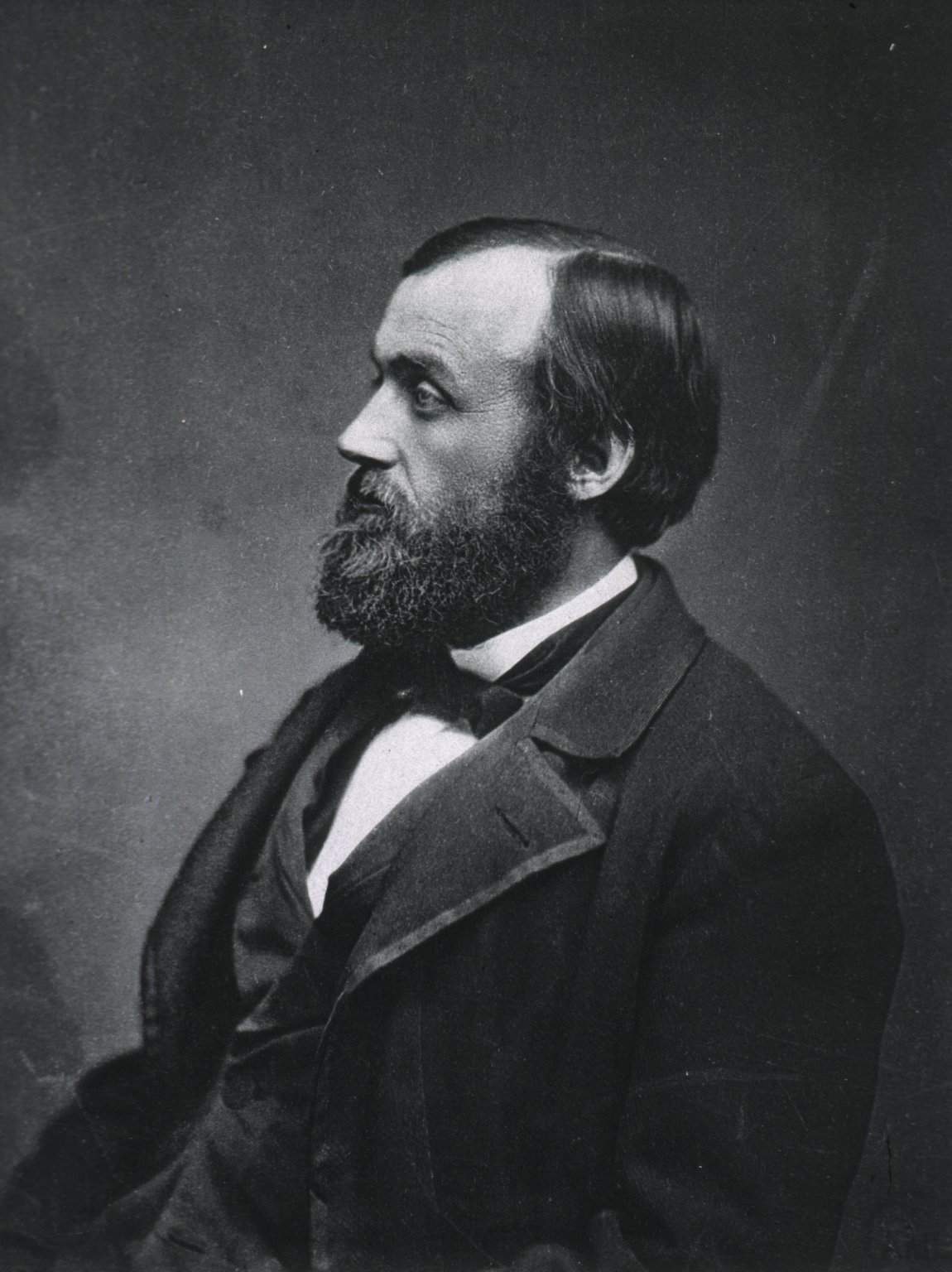
Robert T. Edes

Robert Thaxter Edes (ur. 23 września 1838 w Eastport, zm. 12 stycznia 1923 w Springfield) – amerykański lekarz psychiatra i neurolog.
Syn pastora Richarda Sullivana Edesa (1810–1877) i Mary z domu Cushing. Przez trzy lata studiował medycynę w Bostonie, tytuł M.D. otrzymał w Harvard College w lipcu 1861. Podczas wojny secesyjnej służył w marynarce; najpierw w Naval Hospital w Brooklynie, potem na okręcie floty admirała Portera. Brał udział m.in. w bitwie o Fort Jackson i bitwie o Vicksburg. Od sierpnia 1863 na kanonierce Black Hawk, był uczestnikiem kampanii na rzece Red; w lipcu 1864 został wysłany do Naval Hospital w Chelsea. W maju 1865 otrzymał tytuł asystenta chirurga (assistant surgeon). W czerwcu złożył rezygnację i przeszedł w stan spoczynku; odbył wtedy podróż do Europy, gdzie przez pewien czas studiował w Niemczech, Wiedniu i Paryżu. W lutym 1866 powrócił do Bostonu. Prowadził praktykę w Dorchester i Hingham.
Od 1870 profesor na Harvard University. Przez czternaście lat związany z Boston City Hospital. Od września 1886 razem z rodziną przeniósł się do Waszyngtonu, gdzie otrzymał katedrę w szkole medycznej. Był też lekarzem w Garfield Memorial Hospital. Po 1891 z powrotem w Bostonie. Konsultował pacjentów z Adams Nervine Asylum w Jamaica Plain.
Należał do American Academy, Associaton of American Physicians, American Neurological Association, Philosophical Society, Massachusetts Medical Society.
30 kwietnia 1867 ożenił się z Elizabeth Townsend, córką Calvina W. Townsenda i Anny K. Clark z Bostonu. Z tego małżeństwa urodziło się czworo dzieci: Anne Balch, Richard Edward, Elizabeth Townsend i Mary Thaxter. Po śmierci żony 2 grudnia 1877 ożenił się powtórnie, z Anną C. Richardson z Dorchester, córką Wm. H. Richardsona.

## Prace
- Nature and Time in the Cure of Diseases. Boston, 1868
- Physiology and Pathology of the Sympathetic Nerve. New York, 1869
- Therapeutic Hand Book of U. S. Pharmacopoeia (1883)
- Three Cases of Tumor of the Frontal Lobes: With Some Remarks Upon the Functions of Those Lobes, Chiefly From the Clinical Point of View. Journal of Nervous and Mental Disease 39, 6, ss. 389-396 (czerwiec 1912)